# CV-30
La carretera CV-30 o Ronda Norte de Valencia (en valenciano Ronda Nord de València) es una carretera autonómica de circunvalación de la Comunidad Valenciana que comunica la V-30 con la CV-35 y Valencia. Junto con la circunvalación V-30 forma el cinturón viario para tráfico local de la ciudad de Valencia y su área metropolitana. Esta circunvalación de semi-ronda urbana, está formada desde la conexión de la V-21 con la (Ronda Norte), hasta el enlace de la CV-30 con la V-30 y desde ese enlace hasta la entrada al Puerto de Valencia por la V-30. CV-30 (circunvalación norte de Valencia) y V-30 (circunvalación sur de Valencia).
Esta circunvalación CV-30 junto con la V-30, rodean la ciudad de Valencia, formando una primera circunvalación, hay una segunda circunvalación que es la A-7 o By-pass de Valencia, que rodea la primera corona del área metropolitana de Valencia.

## Nomenclatura

Indicador

La carretera CV-30 (circunvalación norte de Valencia) pertenece a la red de carreteras de la Generalidad Valenciana. Su nombre viene de la CV (que indica que es una carretera autonómica de la Comunidad Valenciana) y el 30, es el número que recibe dicha carretera, según el orden de nomenclaturas de las carreteras de la Comunidad Valenciana.

## Historia
Esta carretera no existía, es una carretera de nueva construcción, con la vocación de convertirse en el cierre norte de la V-30. Dicho cierre se encuentra detenido sin definición por cuestiones medioambientales.
Esta circunvalación rodea la ciudad de Valencia por el norte, (3 km en tramo autovía) desde la V-30 hasta la CV-35 y (6 km en tramo avenida) desde la CV-35 hasta la V-21.

## Trazado actual
Actualmente, inicia su recorrido en el enlace con la V-30 junto a las poblaciones de Cuart de Poblet y Mislata. Discurre entre Paterna y Mislata. Tiene como primera salida el enlace con la autovía CV-31 que se dirige a Paterna, Feria de Muestras de Valencia (en Benimàmet), CV-365, Burjasot, Godella, Rocafort y Bétera. La siguiente salida es el enlace con la avenida Maestro Rodrigo (que siguiéndola lleva a la Ronda Sud de Valencia o Bulevar Sud) y la pedanía valenciana de Benimámet. A continuación con la autovía del Turia o de Ademuz CV-35 (sólo en sentido V-30).
A partir de ahí, se convierte ya en una avenida (av. Hermanos Machado) en vez de ser una autovía. Va enlazando con diferentes calles (de Benicalap, Torrefiel, Orriols y Benimaclet) y avenidas (como av. Juan XXIII, av. Constitución, av. Alfahuir) y carreteras que salen de Valencia (como el Camino de Moncada) hasta que finalmente llega a su final: la avenida de Cataluña y la V-21 junto a la av. Tarongers (av. de los Naranjos) y los campus universitarios de la Universidad Politécnica de Valencia y de la Universidad de Valencia.

## Recorrido
| Velocidad | Esquema | Salida | Sentido Valencia (descendente) | Sentido V-30 (ascendente)                                                        | Carretera                     | Notas |
| --------- | ------- | ------ | ------------------------------ | -------------------------------------------------------------------------------- | ----------------------------- | ----- |
|           |         |        |                                | puerto A-3 aeropuerto - Madrid A-7 Alicante - Albacete A-7 Castellón - Barcelona | V-30                          |       |
|           |         |        | Ronda norte de Valencia        |                                                                                  | CV-30                         |       |
|           |         | 0      | Paterna Feria Valencia Godella | Paterna Feria Valencia Godella                                                   | CV-31                         |       |
|           |         | 1      | Valencia Palacio de Congresos  | Valencia Palacio de Congresos                                                    | av. Maestro Rodrigo Ronda sur |       |
|           |         | 2      |                                | Líria Castellón - Barcelona aeropuerto de Manises                                | CV-35                         |       |
|           |         | 3      | Burjasot                       | Burjasot                                                                         |                               |       |
|           |         |        |                                | Ronda norte de Valencia                                                          | CV-30                         |       |
|           |         |        | Valencia                       |                                                                                  | Ronda norte av. Juan XXIII    |       |

## Futuro de la CV-30
- El cierre total de la ronda se realizará con la prolongación hacia Bonrepós y Almácera, donde discurrirá paralela al barranco del Carraixet hasta la V-21.